# 图曼内
图曼内（羅馬化：Tumannyy）是俄罗斯摩尔曼斯克州的市级镇，属科拉区，位于沃罗尼亚河畔，地处摩尔曼斯克州北部，在区行政中心科拉东、州府摩尔曼斯克东偏南方。
始建于20世纪中后期，1978年设市级镇。该地2021年人口有436人；2010年人口685；2002年人口950；1989年人口1,918。